# 巴賓齊 (特諾皮爾州)
48°40′11″N 26°3′29″E / 48.66972°N 26.05806°E
巴賓齊（羅馬化：Baby tsi）是位於烏克蘭西部特諾皮爾州喬爾特基夫區的村莊，處於尼奇拉瓦河畔，分別距離胡迪伊夫齊1公里和皮利普切1.5公里，面積3.57平方公里，海拔高度151米，2014年人口701。